# Narsdorf
Narsdorf este o comună din landul Saxonia, Germania.